# Banka e Shqipërisë
Die Banka e Shqipërisë (albanisch für Bank von Albanien) ist die Zentralbank Albaniens. Sie ist für die Geldpolitik des Balkanstaats zuständig und emittiert die Landeswährung Lek.
Der Hauptsitz befindet sich am Skanderbeg-Platz in der albanischen Hauptstadt Tirana. Die regionalen Niederlassungen befinden sich in Shkodra, Elbasan, Gjirokastra, Korça und Lushnja.

## Geschichte
1913 war es das Bestreben Ismail Qemalis eine albanische Zentralbank zu gründen. Dieses Vorhaben scheiterte an mangelndem Kapital und den politischen Verhältnissen kurz vor Ausbruch des Ersten Weltkriegs. 1925 kam es unter der Regierung Ahmet Zogus zur Gründung der Zentralbank. Das Kapital kam von einem italienischen Konsortium, das das neue Bankhaus völlig beherrschte; so war etwa der Hauptsitz der Bank in Rom und nicht in der albanischen Hauptstadt. 1944 wurde die Bank von den Kommunisten verstaatlicht. Von 1925 bis 1944 hieß sie Banka Kombëtare e Shqipërisë (Nationalbank von Albanien), von 1944 bis 1992 Banka e Shtetit Shqiptar (Bank des Albanischen Staates).
Im Juli 2014 wurde bekannt, dass ein Mitarbeiter über vier Jahre hinweg rund 7,13 Milliarden Lek, ungefähr fünf Millionen Euro, gestohlen hatte. Er hatte neu angelieferte Noten durch alte ersetzt. Das Geld habe er bei Glücksspielen und Sportwetten ausgegeben. Im Verlaufe der Ermittlungen wurden zahlreiche Personen festgenommen, so auch im September der Gouverneur und die Vorsitzende des Aufsichtsrats. Während die Vorsitzende wieder freigelassen wurde, beschuldigt die Staatsanwaltschaft den Gouverneur des Amtsmissbrauches.

## Organisation

### Gouverneur
Der Gouverneur (alb. Guvernatori) der Zentralbank Albaniens wird laut Artikel 161 der Verfassung mit dem Vorschlag des Staatspräsidenten vom Parlament für eine Periode von sieben Jahren gewählt. Gouverneur kann laut Artikel 44 jedes Mitglied des neunköpfigen Aufsichtsrates der Bank werden. Der Chef der Zentralbank hat das Recht, einmal wiedergewählt zu werden.
Am 28. Oktober 2004 wurde Ardian Fullani vom ehemaligen Staatspräsidenten Alfred Moisiu vorgeschlagen und vom Parlament bestätigt. Am 17. November 2011 wurde er für eine zweite Amtszeit wiedergewählt. Am 6. September 2014 wurde er im Zusammenhang mit dem Diebstahl mehrerer Millionen verhaftet. Am 4. Dezember 2014 wurde Gent Sejko als neuer Gouverneur der Bank von Staatspräsident Bujar Nishani vorgeschlagen und am 5. Februar 2015 vom Parlament bestätigt.
Gouverneure der Zentralbank Albaniens seit dem Sturz des Kommunismus in den frühen 1990er Jahren waren:
- Mai 1992 – September 1993: Ilir Hoti
- September 1993 – Dezember 1994: Dylber Vrioni
- Dezember 1994 – April 1997: Kristaq Luniku
- April 1997 – August 1997: Qamil Tusha
- August 1997 – Oktober 2004: Shkëlqim Cani
- Oktober 2004 – September 2014: Ardian Fullani
- September 2014 – Februar 2015: Elisabeta Gjoni (kommissarisch)
- Seit Februar 2015: Gent Sejko

### Aufsichtsrat
Der Aufsichtsrat setzt sich aus neun Mitgliedern zusammen, die vom Parlament für sieben Jahre gewählt werden. Es wählt fünf Kandidaten, die es selber vorgeschlagen hat, drei Kandidaten, die von der Regierung vorgeschlagen wurden, und einen Kandidaten, der vom Aufsichtsrat der Bank vorgeschlagen wurde.
| 2025 | ehemalige (Auswahl)                                    |
| --- | ------------------------------------------------------ |
| - Gent Sejko (Vorsitzender – seit 2017) - Luljeta Minxhozi (stellvertretende Vorsitzende – seit Dez. 2018) - Natasha Ahmetaj (seit Dez. 2014) - Suela Popa (seit Dez. 2018) - Edlira Luçi (seit Dez. 2018) - Ridvan Bode (seit Dez. 2018) - Artan Hoxha (seit Dez. 2018) - Violeta Staka (seit Dez. 20120) - Anastas Angjeli (seit März 2022) | - Dhori Kule (2011–2018) - Ermelinda Meksi (2011–2016) |

## Architektur des Hauptgebäudes

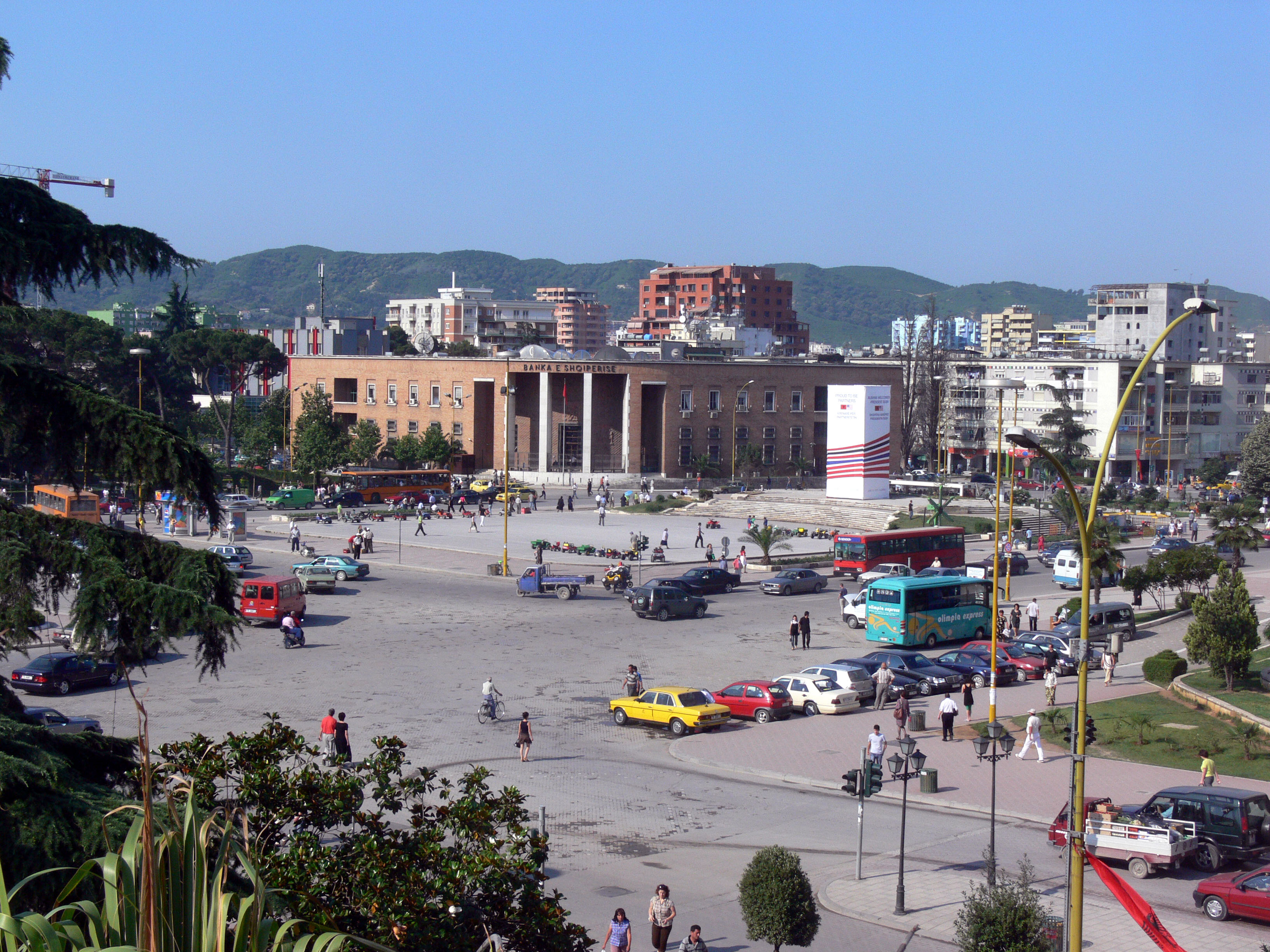
Das Hauptgebäude am Skanderbegplatz

Das Gebäude der Bank von Albanien nördlich des Skanderbeg-Platzes mitten in Tirana wurde 1936 vollendet. Sein Architekturstil ordnet sich in der Richtung des Rationalismus ein, eine Richtung, die in der ersten Hälfte des 20. Jahrhunderts in Europa aufblühte. Das Projekt zum Gebäude wurde vom italienischen Architekten Vittorio Ballio Morpurgo (1890–1966) realisiert.
Dieser Stil ist für seine großen Volumen und markanten Linien an der Fassade bekannt. Hauptsächlich wurde er von staatlichen Bauten mit einem offiziellen Charakter übernommen mit dem Ziel, dass sie die Macht der Regierungen dieser Zeit ausdrückten, und wurde in vielen westeuropäischen Ländern angewendet. Von diesem Standpunkt aus betrachtet, ist auch der Bau der Zentralbank Albaniens Teil der am meisten hervorstechenden Gebäuden dieser Zeit mit dem eigenen Stil, dem Rationalismus.
In seiner Projektidee war das Gebäude mit einem vieleckigen Grundriss konzipiert und in zwei funktionelle Bereiche geteilt: in den Hauptteil, welcher die repräsentative Funktion der Bank übernehmen würde, und in seinen Arbeitsbereich. Letzterer würde in den 1940er Jahren auf beiden Seiten dem Hauptteil angeschlossen werden, jedoch wurde dies auf Grund des ausbrechenden Zweiten Weltkriegs nicht verwirklicht.
Der Hauptteil ist bogenförmig erbaut, hervorgerufen durch seinen Standort am Hauptplatz der Stadt. Der Haupteingang des Gebäudes wurde mit einem riesigen Portal realisiert, das die ganze Höhe der Fassade einnimmt und auf breite Säulen steht. Die Außenmauern sind mit Wandreliefs aus Backstein in der charakteristischen Farbe dekoriert.
Ursprünglich war zudem ein Wohngebäude für die Bankangestellten Teil der Projektidee. Auch dieser Wohnblock wäre im rationalistischen Stil erbaut worden und in der Nähe der Bank angrenzend zum alten Parlamentsgebäude (heute Puppentheater) gestanden.
2008 veröffentlichte die Zentralbank erste Pläne über die Restaurierung ihres Hauptsitzes in Tirana. Ein italienisches Architekturbüro sollte demnach für etwa 13 Millionen Euro das Gebäude modernisieren, erneuern, erweitern und auf den neuesten Stand der Technik bringen. Zwischenzeitlich bezog die Bank im ehemaligen Hotel Dajti Büros, das sie für diesen Zweck gekauft hatte. Anfang 2015 waren die Erneuerungsarbeiten an der Fassade und im Inneren fast abgeschlossen, Mitarbeiter zogen wieder in die renovierten Räumlichkeiten. Ende Oktober wurden die Renovierungsarbeiten abgeschlossen und ein Bankmuseum wurde in den neuen Gebäudeteil integriert.